# Бречаро (Фрозиноне)
Бречаро је насеље у Италији у округу Фрозиноне, региону Лацио.
Према процени из 2011. у насељу је живело 796 становника. Насеље се налази на надморској висини од 236 м.